# Hornera diffusa
Hornera diffusa is een mosdiertjessoort uit de familie van de Horneridae. De wetenschappelijke naam van de soort is voor het eerst geldig gepubliceerd in 1895 door MacGillivray.